# Cornus florida
Cornus florida, corneller florit o sanguinyol florit, és una espècie pertanyent a la família de les Cornàcies, originària de l'est d'Amèrica del Nord des de Maine meridional a l'oest fins a Ontario meridional i Kansas oriental, i al sud fins a Florida septentrional i Texas oriental i també a Illinois, amb una població separada a Mèxic oriental en Nuevo León i Veracruz.

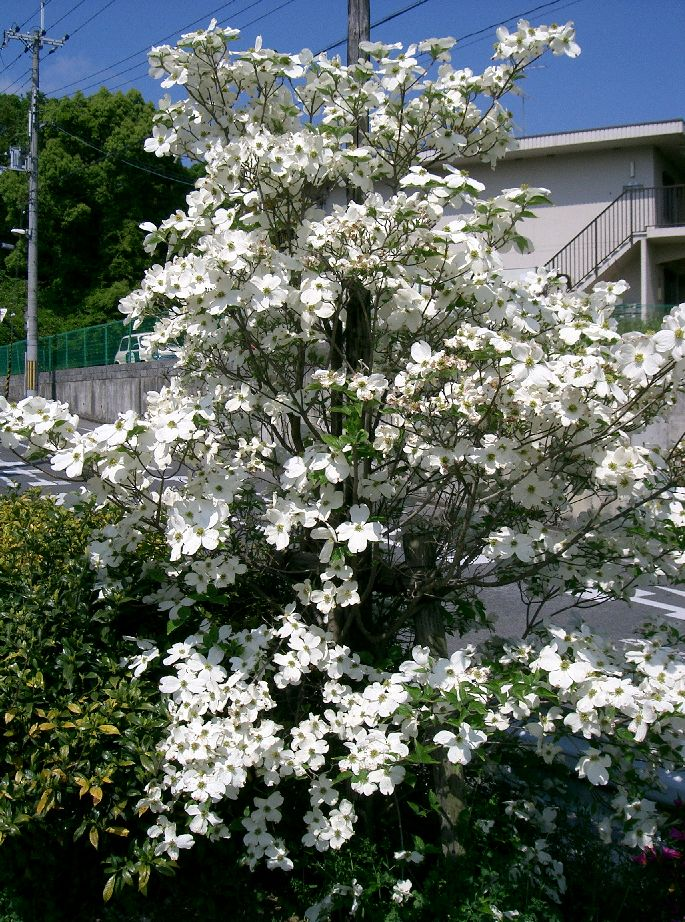
En flor

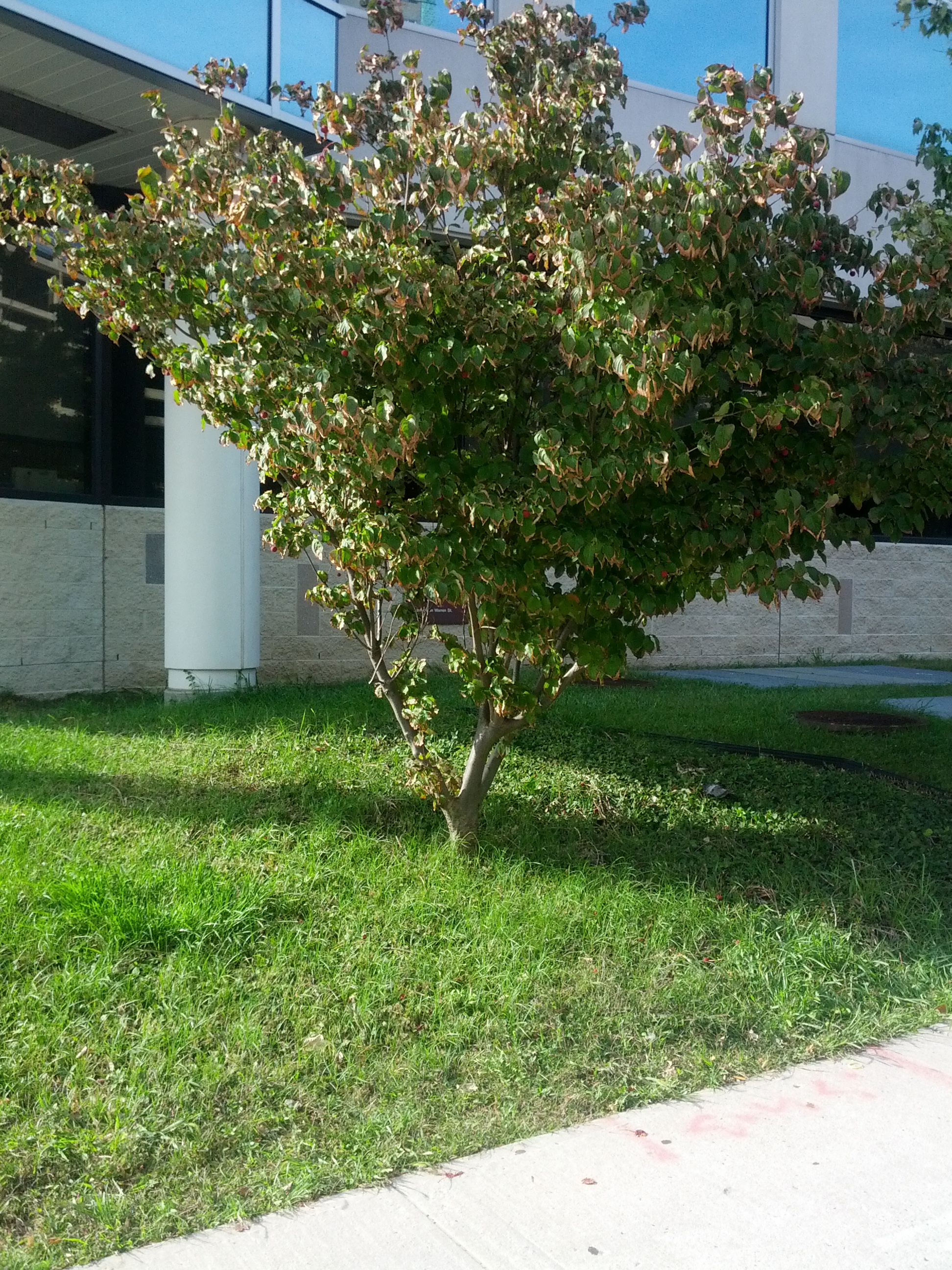
Vista de la planta

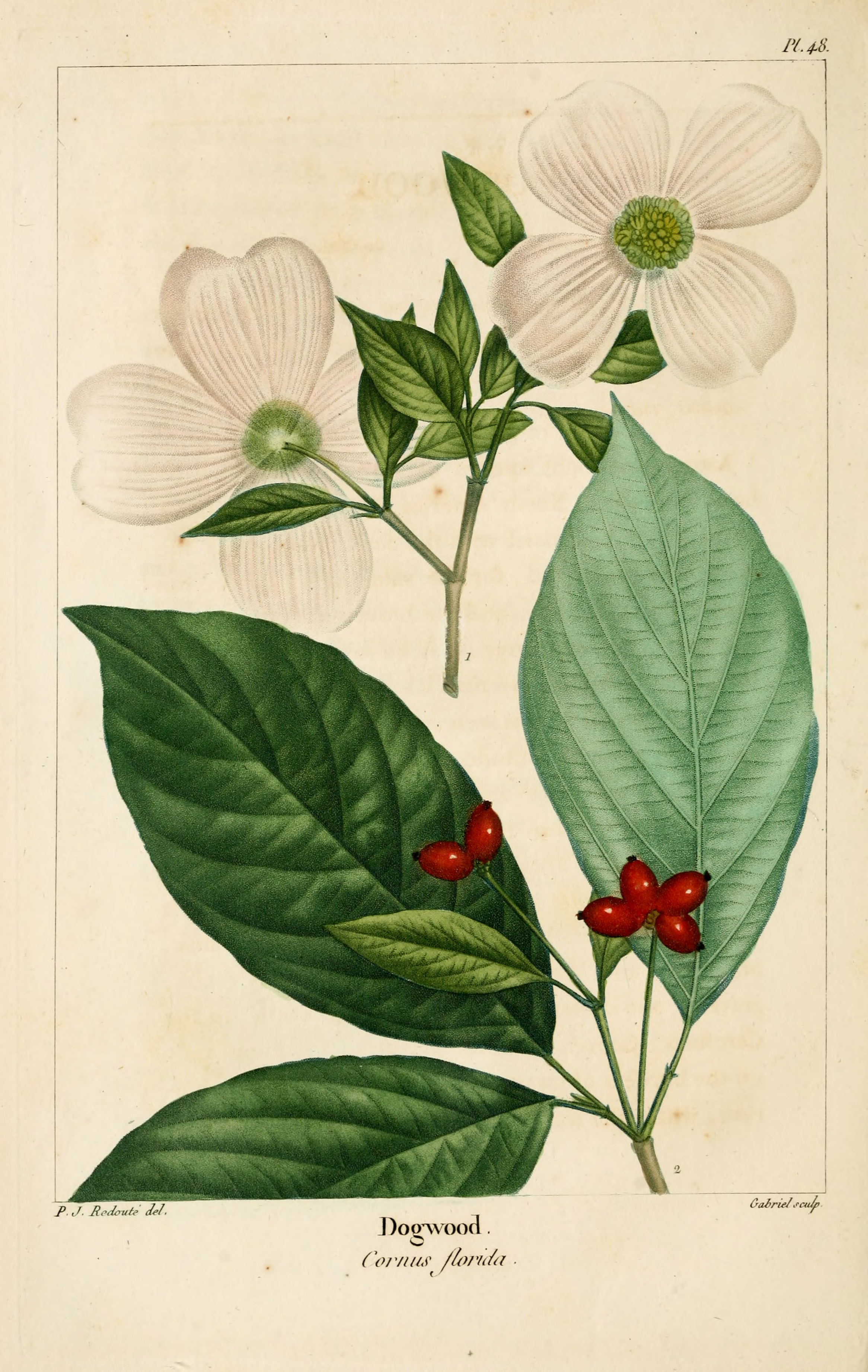
Il·lustració

## Descripció
El sanguinyol o corneller florit és un petit arbre caducifoli que creix fins als 10 metres d'altura, sovint més ample que alt quan és adult, amb un diàmetre en el tronc de fins a 30 cm. Un arbre de 10 anys s'alçarà al voltant de 5 m d'alt. Les fulles són oposades, simples, ovals amb puntes agudes, de 6–13 cm de llarg i 4–6 cm d'ample, amb una vora aparentment sencera, però en realitat dentat molt finament, com es veu amb una lent; es tornen d'un ric marró vermellós en la tardor.
Les flors són individualment petites i no conspícues, amb quatre pètals de color groc verdós de 4 mm de llarg. Al voltant de 20 flors es produeixen en una inflorescència amb forma d'umbel·la, densa, arrodonida, o cap floral, d'un diàmetre de 1–2 cm. La inflorescència està envoltada per quatre grans "pètals" conspicus blancs, roses o vermells, que en realitat són bràctees, cada bràctea 3 cm de llarg i 2,5 cm d'ample, arrodonit i sovint amb una distintiva osca en l'àpex. Les flors són bisexuals.
Mentre que la major part dels arbres silvestres tenen bràctees blanques, alguns conreessis seleccionades d'aquest arbre tenen també bràctees roses, algunes fins i tot gairebé arriben a ser un veritable vermell. Floreixen típicament a principis d'abril en la part meridional de la seva zona de distribució, fins a finals d'abril o principis de maig en zones septentrionals i de gran altitud. El semblant Cornus kousa ("cornejo de Kousa"), originari d'Àsia, floreix al voltant d'un mes després.
El fruit està en un ramell de dos a deu drupes, cadascuna de 10–15 mm de llarg i al voltant de 8 mm d'ample, que maduren a la fi de l'estiu i principis de la tardor fins a un vermell brillant, o ocasionalment groc amb un toc rosat. Són una important font de menjar per a dotzenes d'espècies d'aus, que després distribueixen les llavors.
Hi ha dues subespècies:
- Cornus florida subsp. florida. Est dels Estats Units, sud-est del Canadà (Ontario).
- Cornus florida subsp. urbiniana (Rose) Rickett (sense. Cornus urbiniana Rose). Aquest de Mèxic (Nou León, Veracruz).

## Taxonomia
Cornus florida va ser descrita per Carl von Linné i publicat en Species Plantarum 1: 117. 1753.
Sinonímia
- Benthamia florida (L.) Nakai
- Benthamidia florida (L.) Spach
- Cynoxylon floridum (L.) Britton & Shafer
- Cynoxylon floridum (L.) Raf.

var. florida
- Cornus candidissima Mill.
- Swida candidissima (Mill.) Small

var. urbiniana (Rose) Wangerin
- Cornus urbiniana Rose[3]